# Năng lượng liên kết
Trong hóa học, năng lượng liên kết (E) hoặc enthalpy liên kết (H) là thước đo độ bền liên kết trong liên kết hóa học. Theo IUPAC, năng lượng liên kết là giá trị trung bình của năng lượng phân ly liên kết trong pha khí (thường ở nhiệt độ 298K) cho tất cả các liên kết cùng loại trong cùng loại hóa chất. Theo sách giáo khoa Hóa học 10 của nhà xuất bản giáo dục Việt Nam, năng lượng của một liên kết hoá học là năng lượng cần thiết để phá vỡ liên kết đó và thành nguyên tử ở thể khí. Ví dụ, năng lượng liên kết carbon–hydro trong methan H(C–H) là sự thay đổi enthalpy để phá vỡ một phân tử methan thành một nguyên tử carbon và bốn gốc hydro tự do. Bảng năng lượng liên kết liệt kê các giá trị của năng lượng liên kết trung bình trong phân tử có chứa một số loại liên kết hóa học điển hình. Năng lượng liên kết (E) hoặc enthalpy liên kết (H) không nên bị nhầm lẫn với năng lượng phá vỡ liên kết (D). Năng lượng liên kết là trung bình của tất cả các năng lượng phá vỡ liên kết trong một phân tử, và sẽ cho giá trị khác nhau cho một liên kết nhất định so với năng lượng phá vỡ liên kết. Điều này là do năng lượng cần thiết để phá vỡ một liên kết đơn trong một phân tử cụ thể là khác nhau giữa các liên kết trong phân tử đó. Ví dụ, methan có bốn liên kết C–H, năng lượng phá vỡ liên kết D(CH3–H) = 435kJ/mol, D(CH2–H) = 444 kJ/mol, D(CH–H) = 444kJ/mol và D(C–H) = 339 kJ/mol. Vậy năng lượng liên kết trung bình là 414 kJ/mol, giá trị này khác 4 giá trị năng lượng phá vỡ liên kết nêu trên.

## Tương quan khoảng cách năng lượng
Độ bền (năng lượng) liên kết liên quan trực tiếp đến độ dài liên kết và khoảng cách liên kết. Do đó, chúng ta có thể sử dụng bán kính liên kết kim loại, bán kính ion hoặc bán kính liên kết cộng hóa trị của mỗi nguyên tử trong một phân tử để xác định độ bền liên kết. Ví dụ, bán kính liên kết cộng hóa trị của bo ước tính 83,0 pm, nhưng độ dài liên kết của B–B trong B2Cl4 là 175 pm (>166,0 pm), một giá trị lớn hơn đáng kể. Điều này sẽ chỉ ra rằng liên kết giữa hai nguyên tử bo là liên kết đơn, yếu. Ví dụ khác, bán kính kim loại của rheni là 137,5 pm, với độ dài liên kết Re–Re là 224 pm (<275 pm) trong hợp chất Re2Cl8. Từ những con số này, chúng ta có thể kết luận rằng liên kết Re–Re trong Re2Cl8 phải là một liên kết rất mạnh hoặc tồn tại liên kết bốn. Phương pháp xác định này rất hữu ích nhất cho các hợp chất liên kết cộng hóa trị.

## Các yếu tố ảnh hưởng đến năng lượng liên kết ion
Có nhiều yếu tố nhưng quan trọng nhất là sự khác biệt về độ âm điện của hai nguyên tử liên kết với nhau.